# Арсений (патриарх Александрийский)
Патриа́рх Арсе́ний (ум. 4 июля 1010, Египет) — Папа и Патриарх Александрийский и всего Египта с 1000 по 1010 год.

## Биография
Был братом жены фатимидского халифа аль-Азиза (975—996), что во многом способствовало церковной карьере как самого Арсения, ставшего митрополитом Мемфисским, так и его брата Ореста, который стал в 986 году Патриархом Иерусалимским.
После смерти Патриарха Александрийского Илии II, по прямому указанию халифа аль-Хакима (996—1021), сына и преемника аль-Азиза, был 17 июня 1000 года возведён на Александрийский Патриарший престол.
Пользуясь расположением правящей династии, братья-Патриархи достигли «первенствующего значения» среди немусульманских конфессий Египта. После смерти Ореста в 1005 году Патриарх Арсений взял на себя также управление Иерусалимским Патриархатом, сосредоточив таким образом в своих руках власть над всей православной общиной Фатимидского халифата.
Но с началом жестоких гонений на христиан, предпринятых аль-Хакимом в 1008 году, Патриарх лишился всех своих привилегий. Суровость антихристианских указов халифа усугублялась его психической болезнью, следствием которой были маниакальная подозрительность и беспощадность, — халиф всерьёз взялся искоренить инаковерующих, составлявших чуть ли не половину его подданных. Каждый год был отмечен массовыми погромами церквей и христианских кварталов, осквернением христианских кладбищ.
Предчувствуя, что и ему не удастся избежать репрессий, стал набожен и аскетичен, проводил дни в посте и молитве. 25 апреля 1010 года была разгромлена Патриаршая резиденция — монастырь аль-Кусайра под Каиром сравняли с землёй, монахов изгнали, христианское кладбище осквернили. 4 июля того же года по приказанию халифа Патриарх Арсений был тайно убит.